# Troublette
Troublette is een Belgisch bier van hoge gisting.
Het bier wordt sinds 1992 gebrouwen in Brasserie Caracole te Falmignoul.
Het is een stroblond witbier met een alcoholpercentage variërend van 5,5% tot 5,7%. Dit bier bestaat ook in biologische versie.